# Banque du Guatemala
La Banque du Guatemala (en espagnol : Banco de Guatemala) est la banque centrale du Guatemala, Comme les autres banques centrales, sa mission principale est de rechercher la stabilité financière dans le pays. Il n’est pas lié au Département du Trésor, car il s’agit d’une institution autonome.

## Histoire
La banque a été créée dans le contexte de la Révolution guatémaltèque de 1944, la Loi organique de la Banque du Guatemala a été créée (Décret 215 du Congrès de la République, du 11 décembre 1945) lui conférant le statut d'entité autonome dotée de larges pouvoirs dans l'utilisation d'instruments politiques pour neutraliser les fluctuations cycliques de l'économie.